# Самюел Томас Гілл
Самюел Томас Гілл (англ. Samuel Thomas Gill; 21 травня 1818, Перрінгтон — 27 жовтня 1880, Мельбурн) — австралійський графік англійського походження.

## Біографія
Народився 21 травня 1818 року в Перрінгтоні (графство Сомерсет, Англія) в сім'ї священика. Навчався в Плімуті, а потім в Академії доктора Сібрука. 1839 року, разом з батьками, прибув до Південної Австралії. У 1840 році створив студію в Гоулері (Аделаїда). З 1846 брав участь в експедиційних поїздках. Малюнки, акварелі з поїздок публікувалися.
Залишок життя провів на південному сході Австралії, досягнувши піку своєї популярності і успіху в 1850 році. З 1852 року — на вікторіанських золотих копальнях, і в наступні двадцять років створював види Вікторії і Нового Південного Уельсу, багато яких були опубліковані у вигляді літографій. Помер в Мельбурні 27 жовтня 1880 року.

## Творчість
Автор жанрових і сатиричних малюнків, акварелей, літографій (часто кольорових), ілюстрацій:
- «Золотошукачі і золоті копальні в Вікторії» (1852);
- «Бал у Баллараті» (акварель, 1854 приватне зібрання, Сідней) та інше.

Зазвичай працював в області ландшафту або міського пейзажу, часто з фігурками людей і коней або собак, іноді в манері Роулендсона. Малював портрети, міські сцени, карикатури.